# Ситуэ
Ситуэ́, Акья́б (бирм. စစ်တွေ) — столица штата Ракхайн в Мьянме, население на 2006 год составляет 181 000 человек.
Ситуэ находится на острове при слиянии рек Каладан, Маю и Лемьо.
Из небольшой рыболовецкой деревни Ситуэ вырос в порт, во время британской колонизации через Ситуэ осуществлялся вывоз риса. В 1826 году колониальная администрация переместилась из старой столицы Аракана Мьохауна в Акьяб на берегу моря. За 40 лет британского господства Акьяб стал городом с населением 15 тыс. человек, а к 1901 году он стал третьим портом в Бирме с населением 30 тысяч. В колониальную эпоху в городе происходили эпидемии малярии и холеры, что, правда, было обычным для побережья Индии.
Шотландский писатель Саки родился в Акьябе в 1870 году.